# Geoff Hurst
Sir Geoffrey Charles Hurst (Ashton-under-Lyne, 8 dicembre 1941) è un ex calciatore e allenatore di calcio britannico, di ruolo attaccante, campione del mondo con la nazionale inglese nel 1966.
È stato, per oltre mezzo secolo, l'unico calciatore ad avere segnato tre gol in una finale del campionato del mondo, record poi eguagliato da Kylian Mbappé nell'edizione del 2022. Assieme a Martin Peters, Kenny Brown, Billy Bonds e Frank Lampard senior, è primatista di presenze (15) con il West Ham Utd nelle competizioni calcistiche europee.

## Carriera

### Giocatore

#### Club
Nato nel Lancashire, a cinque anni si trasferì con la famiglia nell'Essex. Anche suo padre era calciatore, ma militò solo nelle divisioni inferiori. Cresciuto come centrocampista nel West Ham Utd, venne trasformato in centravanti e arrivò a conquistare la FA Cup nel 1964, segnando un gol molto importante. L'anno seguente a Wembley vinse la Coppa delle Coppe contro il Monaco 1860. Rimase a giocare negli Hammers anche dopo la vittoria mondiale con la nazionale, senza riuscire ad ottenere altri successi. Chiamato a difendere il titolo mondiale in Messico, segnò una rete prima dell'eliminazione ai supplementari nei quarti, proprio contro la Germania Ovest.
Lasciò la squadra londinese nel 1972, dopo 499 partite e 252 gol, approdando allo Stoke City di Gordon Banks. Nelle qualificazioni all'europeo dello stesso anno giocò la sua ultima partita in nazionale: in campo internazionale collezionò 49 partite segnando 24 reti. Giocò poi anche nel West Bromwich e nel 1976 si trasferì a Seattle, negli Stati Uniti per giocare nella North American Soccer League tra le file dei Seattle Sounders. Giocò quindi anche in Kuwait, in Irlanda al Cork Celtic e infine come giocatore-allenatore nelle serie inferiori inglesi al Telford United.

#### Nazionale
Alf Ramsey lo chiamò in nazionale nel febbraio 1966. Portato al mondiale di quell'anno come riserva di Jimmy Greaves e Roger Hunt, andò a sostituire il primo dopo l'infortunio di cui soffrì durante la competizione. Con Bobby Moore e Martin Peters formò un terzetto chiave di giocatori che vestirono la maglia inglese in quella fase cruciale della competizione, quando Hurst segnò il gol decisivo per la qualificazione alla semifinale contro l'Argentina. Dopo la vittoria per 2-1 contro il Portogallo sembrava destinato a dover lasciare il posto a Greaves per la finale, tuttavia l'allenatore Ramsey decise di schierare ancora la coppia Hurst-Hunt.
Nella gara disputata il 30 luglio contro la Germania Ovest pareggiò dopo 6 minuti il gol dei tedeschi, su servizio di Moore, mentre nel secondo tempo fornì a Peters l'assist per la rete del provvisorio vantaggio inglese, prima del pareggio all'ultimo minuto dei tedeschi. I successivi tempi supplementari furono i 30 minuti più importanti della carriera di Hurst: celebre è il gol del 3-2, un potente tiro che si stampò nella parte interna della traversa sbattendo poi a terra e uscendo dalla porta, prima di essere messo in calcio d'angolo; l'arbitro, incerto sul da farsi, consultò il guardialinee e infine assegnò la rete fra le proteste dei giocatori tedeschi. Negli ultimi minuti di gioco segnò il terzo gol, ancora su lancio di Moore. Il dibattito sulla seconda marcatura di Hurst durò a lungo e rimane da allora uno dei più celebri gol fantasma di tutti i tempi.
Una delle sue frasi celebri rimase: "Quando mi trovo davanti ad un portiere penso ad una cosa soltanto: distruggerlo".

### Allenatore
Come allenatore non ebbe gran fortuna, pur essendo stato secondo di Ron Greenwood in nazionale dal 1977 al 1982 e avendo guidato poi il Chelsea dal 1979 al 1981.

## Statistiche

### Cronologia presenze e reti in nazionale
| Cronologia completa delle presenze e delle reti in nazionale ― Inghilterra | Cronologia completa delle presenze e delle reti in nazionale ― Inghilterra | Cronologia completa delle presenze e delle reti in nazionale ― Inghilterra | Cronologia completa delle presenze e delle reti in nazionale ― Inghilterra | Cronologia completa delle presenze e delle reti in nazionale ― Inghilterra | Cronologia completa delle presenze e delle reti in nazionale ― Inghilterra | Cronologia completa delle presenze e delle reti in nazionale ― Inghilterra | Cronologia completa delle presenze e delle reti in nazionale ― Inghilterra |
| Data                                                                       | Città                                                                      | In casa                                                                    | Risultato                                                                  | Ospiti                                                                     | Competizione                                                               | Reti                                                                       | Note                                                                       |
| -------------------------------------------------------------------------- | -------------------------------------------------------------------------- | -------------------------------------------------------------------------- | -------------------------------------------------------------------------- | -------------------------------------------------------------------------- | -------------------------------------------------------------------------- | -------------------------------------------------------------------------- | -------------------------------------------------------------------------- |
| 23-2-1966                                                                  | Londra                                                                     | Inghilterra                                                                | 1 – 0                                                                      | Germania Ovest                                                             | Amichevole                                                                 | -                                                                          |                                                                            |
| 2-4-1966                                                                   | Glasgow                                                                    | Scozia                                                                     | 3 – 4                                                                      | Inghilterra                                                                | Torneo Interbritannico 1965                                                | 1                                                                          |                                                                            |
| 4-5-1966                                                                   | Londra                                                                     | Inghilterra                                                                | 2 – 0                                                                      | Jugoslavia                                                                 | Amichevole                                                                 | -                                                                          |                                                                            |
| 26-6-1966                                                                  | Helsinki                                                                   | Finlandia                                                                  | 0 – 3                                                                      | Inghilterra                                                                | Amichevole                                                                 | -                                                                          |                                                                            |
| 3-7-1966                                                                   | Copenaghen                                                                 | Danimarca                                                                  | 0 – 2                                                                      | Inghilterra                                                                | Amichevole                                                                 | -                                                                          |                                                                            |
| 23-7-1966                                                                  | Londra                                                                     | Inghilterra                                                                | 1 – 0                                                                      | Argentina                                                                  | Mondiali 1966 - Quarti di finale                                           | 1                                                                          |                                                                            |
| 26-7-1966                                                                  | Londra                                                                     | Inghilterra                                                                | 2 – 1                                                                      | Portogallo                                                                 | Mondiali 1966 - Semifinale                                                 | -                                                                          |                                                                            |
| 30-7-1966                                                                  | Londra                                                                     | Inghilterra                                                                | 4 – 2                                                                      | Germania Ovest                                                             | Mondiali 1966 - Finale                                                     | 3                                                                          |                                                                            |
| 22-10-1966                                                                 | Belfast                                                                    | Irlanda del Nord                                                           | 0 – 2                                                                      | Inghilterra                                                                | Qual. Euro 1968                                                            | -                                                                          |                                                                            |
| 2-11-1966                                                                  | Londra                                                                     | Inghilterra                                                                | 0 – 0                                                                      | Cecoslovacchia                                                             | Amichevole                                                                 | -                                                                          |                                                                            |
| 16-11-1966                                                                 | Londra                                                                     | Inghilterra                                                                | 5 – 1                                                                      | Galles                                                                     | Qual. Euro 1968                                                            | 2                                                                          |                                                                            |
| 15-4-1967                                                                  | Londra                                                                     | Inghilterra                                                                | 2 – 3                                                                      | Scozia                                                                     | Qual. Euro 1968                                                            | 1                                                                          |                                                                            |
| 24-5-1967                                                                  | Londra                                                                     | Inghilterra                                                                | 2 – 0                                                                      | Spagna                                                                     | Amichevole                                                                 | -                                                                          |                                                                            |
| 27-5-1967                                                                  | Vienna                                                                     | Austria                                                                    | 0 – 1                                                                      | Inghilterra                                                                | Amichevole                                                                 | -                                                                          |                                                                            |
| 21-10-1967                                                                 | Cardiff                                                                    | Galles                                                                     | 0 – 3                                                                      | Inghilterra                                                                | Torneo Interbritannico 1968                                                | -                                                                          |                                                                            |
| 22-11-1967                                                                 | Londra                                                                     | Inghilterra                                                                | 2 – 0                                                                      | Irlanda del Nord                                                           | Torneo Interbritannico 1968                                                | 1                                                                          |                                                                            |
| 6-12-1967                                                                  | Londra                                                                     | Inghilterra                                                                | 2 – 2                                                                      | Unione Sovietica                                                           | Amichevole                                                                 | -                                                                          |                                                                            |
| 24-2-1968                                                                  | Glasgow                                                                    | Scozia                                                                     | 1 – 1                                                                      | Inghilterra                                                                | Torneo Interbritannico 1968                                                | -                                                                          |                                                                            |
| 22-5-1968                                                                  | Londra                                                                     | Inghilterra                                                                | 3 – 1                                                                      | Svezia                                                                     | Amichevole                                                                 | -                                                                          | 70’                                                                        |
| 1-6-1968                                                                   | Hannover                                                                   | Germania Ovest                                                             | 1 – 0                                                                      | Inghilterra                                                                | Amichevole                                                                 | -                                                                          |                                                                            |
| 8-6-1968                                                                   | Roma                                                                       | Inghilterra                                                                | 2 – 0                                                                      | Unione Sovietica                                                           | Euro 1968 - 1º turno                                                       | 1                                                                          |                                                                            |
| 6-11-1968                                                                  | Bucarest                                                                   | Romania                                                                    | 0 – 0                                                                      | Inghilterra                                                                | Amichevole                                                                 | -                                                                          |                                                                            |
| 11-12-1968                                                                 | Londra                                                                     | Inghilterra                                                                | 1 – 1                                                                      | Bulgaria                                                                   | Amichevole                                                                 | 1                                                                          |                                                                            |
| 15-1-1969                                                                  | Londra                                                                     | Inghilterra                                                                | 1 – 1                                                                      | Romania                                                                    | Amichevole                                                                 | -                                                                          |                                                                            |
| 12-3-1969                                                                  | Londra                                                                     | Inghilterra                                                                | 5 – 0                                                                      | Francia                                                                    | Amichevole                                                                 | 3                                                                          |                                                                            |
| 3-5-1969                                                                   | Belfast                                                                    | Irlanda del Nord                                                           | 1 – 3                                                                      | Inghilterra                                                                | Torneo Interbritannico 1969                                                | 1                                                                          |                                                                            |
| 10-5-1969                                                                  | Londra                                                                     | Inghilterra                                                                | 4 – 1                                                                      | Scozia                                                                     | Torneo Interbritannico 1969                                                | 2                                                                          |                                                                            |
| 1-6-1969                                                                   | Città del Messico                                                          | Messico                                                                    | 0 – 0                                                                      | Inghilterra                                                                | Amichevole                                                                 | -                                                                          |                                                                            |
| 8-6-1969                                                                   | Montevideo                                                                 | Uruguay                                                                    | 1 – 2                                                                      | Inghilterra                                                                | Amichevole                                                                 | 1                                                                          |                                                                            |
| 12-6-1969                                                                  | Rio de Janeiro                                                             | Brasile                                                                    | 2 – 1                                                                      | Inghilterra                                                                | Amichevole                                                                 | -                                                                          |                                                                            |
| 5-11-1969                                                                  | Amsterdam                                                                  | Paesi Bassi                                                                | 0 – 1                                                                      | Inghilterra                                                                | Amichevole                                                                 | -                                                                          |                                                                            |
| 14-1-1970                                                                  | Londra                                                                     | Inghilterra                                                                | 0 – 0                                                                      | Paesi Bassi                                                                | Amichevole                                                                 | -                                                                          | 73’                                                                        |
| 25-2-1970                                                                  | Anderlecht                                                                 | Belgio                                                                     | 1 – 3                                                                      | Inghilterra                                                                | Amichevole                                                                 | 1                                                                          |                                                                            |
| 18-4-1970                                                                  | Cardiff                                                                    | Galles                                                                     | 1 – 1                                                                      | Inghilterra                                                                | Torneo Interbritannico 1970                                                | -                                                                          |                                                                            |
| 21-4-1970                                                                  | Londra                                                                     | Inghilterra                                                                | 3 – 1                                                                      | Irlanda del Nord                                                           | Torneo Interbritannico 1970                                                | 1                                                                          |                                                                            |
| 20-5-1970                                                                  | Bogotà                                                                     | Colombia                                                                   | 0 – 4                                                                      | Inghilterra                                                                | Amichevole                                                                 | -                                                                          |                                                                            |
| 24-5-1970                                                                  | Quito                                                                      | Ecuador                                                                    | 0 – 2                                                                      | Inghilterra                                                                | Amichevole                                                                 | -                                                                          |                                                                            |
| 2-6-1970                                                                   | Guadalajara                                                                | Inghilterra                                                                | 1 – 0                                                                      | Romania                                                                    | Mondiali 1970 - 1º turno                                                   | 1                                                                          |                                                                            |
| 7-6-1970                                                                   | Guadalajara                                                                | Brasile                                                                    | 1 – 0                                                                      | Inghilterra                                                                | Mondiali 1970 - 1º turno                                                   | -                                                                          |                                                                            |
| 14-6-1970                                                                  | Leon                                                                       | Inghilterra                                                                | 2 – 3                                                                      | Germania Ovest                                                             | Mondiali 1970 - Quarti di finale                                           | -                                                                          |                                                                            |
| 25-11-1970                                                                 | Londra                                                                     | Inghilterra                                                                | 3 – 1                                                                      | Germania Est                                                               | Amichevole                                                                 | -                                                                          |                                                                            |
| 21-4-1971                                                                  | Londra                                                                     | Inghilterra                                                                | 3 – 0                                                                      | Grecia                                                                     | Qual. Euro 1972                                                            | 1                                                                          |                                                                            |
| 19-5-1971                                                                  | Londra                                                                     | Inghilterra                                                                | 0 – 0                                                                      | Galles                                                                     | Torneo Interbritannico 1971                                                | -                                                                          |                                                                            |
| 22-5-1971                                                                  | Londra                                                                     | Inghilterra                                                                | 3 – 1                                                                      | Scozia                                                                     | Torneo Interbritannico 1971                                                | -                                                                          |                                                                            |
| 13-10-1971                                                                 | Basilea                                                                    | Svizzera                                                                   | 2 – 3                                                                      | Inghilterra                                                                | Qual. Euro 1972                                                            | 1                                                                          | 84’                                                                        |
| 10-11-1971                                                                 | Londra                                                                     | Inghilterra                                                                | 1 – 1                                                                      | Svizzera                                                                   | Qual. Euro 1972                                                            | -                                                                          |                                                                            |
| 1-12-1971                                                                  | Il Pireo                                                                   | Grecia                                                                     | 0 – 2                                                                      | Inghilterra                                                                | Qual. Euro 1972                                                            | 1                                                                          |                                                                            |
| 29-4-1972                                                                  | Londra                                                                     | Inghilterra                                                                | 1 – 3                                                                      | Germania Ovest                                                             | Qual. Euro 1972                                                            | -                                                                          | 60’                                                                        |
| Totale                                                                     |                                                                            | Presenze                                                                   | 49                                                                         |                                                                            | Reti                                                                       | 24                                                                         |                                                                            |

## Palmarès

### Giocatore

#### Club

##### Competizioni nazionali
- Coppa d'Inghilterra: 1

West Ham Utd: 1963-1964
- Charity Shield: 1

West Ham Utd: 1964

##### Competizioni internazionali
- Coppa delle Coppe: 1

West Ham Utd: 1964-1965

#### Nazionale
- Campionato mondiale: 1

Inghilterra 1966